# Висконти, Лукино
Луки́но Виско́нти ди Модро́не (итал. Luchino Visconti di Modrone; 2 ноября 1906, Милан — 17 марта 1976, Рим) — итальянский режиссёр оперного и драматического театра и кино. 
Представитель одной из ветвей аристократического рода Висконти. Его полное имя и титул — дон Лукино Висконти ди Модроне, граф Лонате-Поццоло, синьор ди Корджено, консиньор ди Сомма, Кренна и Аньяделло, миланский патриций.

## Биография

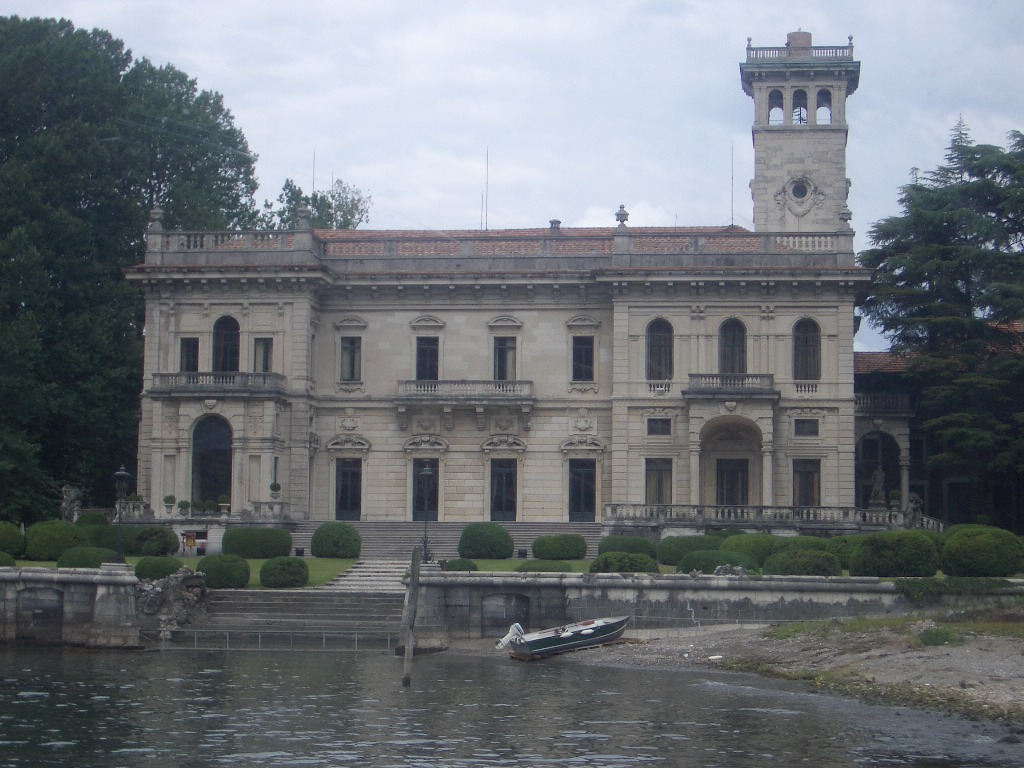
Вилла Эрба, резиденция Висконти в Черноббьо

Отец Лукино Висконти носил титул герцога Висконти ди Модроне, владел замком в Ломбардии, честно служил Савойской династии, покровительствовал театру Ла Скала и в 1914—1919 годах возглавлял миланский футбольный клуб «Интернационале». Мать была дочерью богатого промышленника. С юности Лукино увлёкся оперой и полюбил лошадей. В конце 1930-х годов уехал в Париж, где стал ассистентом режиссёра Жана Ренуара.
В годы Второй мировой войны Висконти сблизился с итальянскими коммунистами, помогал Сопротивлению, был арестован по подозрению к организации антифашистского заговора. «Говорят, Висконти стал жертвой сексуального насилия в фашистском пансионе Яккорино, где он провёл пятнадцать суток, приговорённый к расстрелу», — пишет Андрей Плахов, защитивший диссертацию о творчестве Висконти.
В 1943 году на собственные средства и средства компартии Италии, снял свой первый полнометражный фильм «Одержимость» по роману Джеймса М. Кейна «Почтальон всегда звонит дважды». По словам самого режиссёра, чтобы снять этот прото-нуар, он продал драгоценности, доставшиеся ему от матери. Симпатии к коммунистической партии и «левые» убеждения Висконти сохранил до конца жизни.
Следующий полнометражный художественный фильм — «Земля дрожит» — был снят на Сицилии с участием непрофессиональных актёров и произвёл настоящий фурор в Италии. Предполагалось, что он станет первой частью трилогии о рабочем классе. Трилогия никогда так и не была закончена, однако Висконти был признан одним из гуру итальянского неореализма.
В 40-е и 50-е годы Висконти был прежде всего театральным режиссёром, ставил преимущественно современных драматургов, в том числе Жана Кокто, Жана Ануя, Теннесси Уильямса и Артура Миллера; осуществил несколько постановок и на оперной сцене. «Травиата» Дж. Верди, поставленная им в содружестве с К. М. Джулини в 1954 году в «Ла Скала», с Марией Каллас в заглавной партии, в своё время не принятая миланской публикой, давно уже стала «легендарной»
В кинематографе, отойдя от пролетарской тематики, Висконти в своём стремлении к синтезу романтизма и реализма чередовал фильмы на современные сюжеты («Самая красивая», 1951; «Рокко и его братья», 1960; «Туманные звёзды Большой Медведицы», 1965; «Семейный портрет в интерьере», 1974), с эпическим воссозданием мира предшествующего столетия («Чувство», 1954; «Белые ночи» по повести Ф. М. Достоевского, 1957).
Этапной в творчестве Висконти принято считать масштабную экранизацию романа князя Джузеппе Томази ди Лампедуза «Леопард», за которую он в 1963 году был удостоен «Золотой пальмовой ветви» Каннского кинофестиваля.
С годами режиссёра всё больше влекла тема распада семейных отношений и обречённости того замкнутого, полуфеодального, хотя и высококультурного мира, к которому принадлежали в том числе и его собственные предки. Иногда «утомлённый могильщик европейской культуры» бросает на него критический взгляд, но он не может и не хочет скрывать его красоты и поэтому к беспощадному анализу почти всегда примешиваются нотки любви и грусти.
К числу наиболее спорных работ Висконти относятся фильмы «германской трилогии», в которых режиссёр одним из первых в кино откровенно поднял темы однополой любви и инцеста: в 1969 году появилась «Гибель богов», в 1971-м — «Смерть в Венеции» по новелле Томаса Манна, в 1972 году — многосерийный «Людвиг». Предполагалось, что трилогия перерастёт в тетралогию, четвёртой частью которой должна была стать экранизация «Волшебной горы» Томаса Манна. Однако инсульт, случившийся 27 июля 1972 года, на съёмках «Людвига», помешал осуществить планы.
Лукино Висконти умер 17 марта 1976 года в Риме от сильнейшей простуды. Похоронен неподалёку от родового имения на острове Искья. Его последний фильм, «Невинный», снят по мотивам романа Габриэле д’Аннунцио. Фильм был смонтирован коллегами режиссёра уже после его смерти; премьера состоялась на Каннском кинофестивале 15 мая 1976 г.

## Личная жизнь
Висконти не скрывал своей гомосексуальности. В разное время его возлюбленными были фотограф Хорст (1906—1999), режиссёр Франко Дзеффирелли (1923—2019), актёр Хельмут Бергер (1944 – 2023); он также короткое время был обручён с австрийской аристократкой Ирмой Виндишгрец (1913—1984).
Племянником Висконти является режиссёр и продюсер Уберто Пазолини.
По взглядам Висконти был фрейдомарксистом, состоял в Итальянской коммунистической партии.

## Театральные постановки
- 1945 — «Трудные родители» Жана Кокто
- 1945 — «Пятая колонна» Эрнеста Хемингуэя
- 1945 — «Антигона» Жана Ануя
- 1945 — «Адам» Марселя Ашара
- 1945 — «Табачная дорога» Эрскина Колдуэлла
- 1946 — «Женитьба Фигаро» Бомарше
- 1946 — «Стеклянный зверинец» Теннесси Уильямса
- 1947 — «Эвридика» Жана Ануя
- 1949 — «Трамвай „Желание“» Теннесси Уильямса
- 1949 — «Орест» Витторио Альфьери
- 1949 — «Троил и Крессида» Уильяма Шекспира
- 1951 — «Смерть коммивояжёра» Артура Миллера
- 1951 — «Соблазнение» Диего Фаббри
- 1952 — «Хозяйка гостиницы» Карло Гольдони
- 1952 — «Три сестры» А. П. Чехова
- 1953 — «О вреде табака» А. П. Чехова
- 1953 — «Медея» Еврипида
- 1955 — «Суровое испытание» Артура Миллера
- 1955 — «Дядя Ваня» А. П. Чехова
- 1958 — «Вид с моста» Артура Миллера
- 1958 — «Взгляни на дом свой, ангел» Томаса Вульфа
- 1958 — «Двое на качелях» Уильяма Гибсона
- 1965 — «Вишнёвый сад» А. П. Чехова
- 1967 — «Эгмонт» Гёте

## Фильмография
- 1943 — Одержимость / Ossessione
- 1948 — Земля дрожит / La terra trema
- 1951 — Самая красивая / Bellissima
- 1954 — Чувство / Senso
- 1957 — Белые ночи / Le notti bianche
- 1960 — Рокко и его братья / Rocco e i suoi fratelli
- 1963 — Леопард / Il Gattopardo
- 1965 — Туманные звёзды Большой Медведицы / Vaghe stelle dell’Orsa
- 1967 — Посторонний / Lo straniero
- 1969 — Гибель богов / La caduta degli dei
- 1971 — Смерть в Венеции / Morte a Venezia
- 1972 — Людвиг / Ludwig
- 1974 — Семейный портрет в интерьере / Gruppo di famiglia in un interno
- 1976 — Невинный / L’innocente

### Эпизоды в киноальманахах
- 1953 — Мы — женщины / Siamo donne (эпизод «Анна Маньяни» / «Anna Magnani»)
- 1962 — Боккаччо-70 / Boccaccio '70 (эпизод «Работа» / «Il lavoro»)
- 1967 — Ведьмы / Le streghe (эпизод «Ведьма, сожжённая заживо» / «La strega bruciata viva»)

### Документальные фильмы
- 1945 — Дни славы / Giorni di gloria (межавторский проект)
- 1951 — Заметки о происшествии / Appunti su un fatto di cronaca (короткометражный)
- 1970 — В поисках Тадзио / Alla ricerca di Tadzio (телевизионный)